# Giancarlo Bolognesi (calciatore)
Giancarlo Bolognesi (Cesena, 12 maggio 1931 – Firenze, gennaio 2001) è stato un calciatore italiano, di ruolo ala.

## Caratteristiche tecniche
Era un'ala.

## Carriera
Bolognesi esordì nel calcio professionistico con la maglia del Cesena in Serie C, marcando 20 presenze e tre reti nella sua prima stagione: si mise ulteriormente in mostra in quella successiva, siglando sette marcature in 27 presenze e contribuendo all'ottavo posto raggiunto dalla squadra romagnola.
Venne quindi acquistato dalla Fiorentina, militante in Serie A, esordendo nella massima serie il 14 gennaio 1951 in Fiorentina-Udinese 1-1: la squadra arrivò al quinto posto con Bolognesi che non trovò molto spazio, ottenendo solo due presenze (giocò infatti l'ultima gara di campionato il 17 giugno 1951, Udinese-Fiorentina 2-2). Nella stagione successiva la Fiorentina raggiunse il quarto posto, con l'ala di Cesena che non riuscì ad emergere, rimanendo riserva ed arrivando a quota tre presenze di cui una sola da titolare, nuovamente nell'ultima giornata di campionato (22 giugno 1952, Milan-Fiorentina 3-1).
Dopo solo due stagioni venne ceduto al Prato, al tempo militante in Serie D, dove tornò a buoni livelli come presenze e reti (23 presenze e undici reti nel 1952-53, 31 partite e tredici gol in quella successiva) dando il suo contributo alla promozione in Serie C. Rimase altre due stagioni in C con il Prato (rispettivamente con 31 presenze e 10 reti nel 1954-55 e 32 gare con 14 marcature nel 1955-56) prima di passare al Modena, in Serie B. Con i canarini non riuscì inizialmente ad essere decisivo come con il Prato: si ridussero infatti sia il numero di presenze che il numero di reti. La squadra si mantenne nelle medio-basse posizioni della classifica fino al 1959-60, anno in cui arrivò la retrocessione in C: Bolognesi rimase con la compagine modenese, che riconquistò subito la seconda serie l'anno successivo, vincendo il Girone A di Serie C anche grazie alle 13 reti del cesenate, siglate in 34 gare. Al termine del campionato (che lo vide tra i titolari inamovibili, presente in tutte le gare), Bolognesi si ritirò dal calcio giocato all'età di 30 anni.
In carriera ha totalizzato complessivamente 5 presenze in Serie A e 94 presenze e 17 reti in Serie B.

## Statistiche

### Presenze e reti nei club
| Stagione          | Squadra           | Campionato        | Campionato | Campionato |
| Stagione          | Squadra           | Comp              | Pres       | Reti       |
| ----------------- | ----------------- | ----------------- | ---------- | ---------- |
| 1948-1949         | Cesena            | C                 | 20         | 3          |
| 1949-1950         | Cesena            | C                 | 27         | 7          |
| Totale Cesena     | Totale Cesena     | Totale Cesena     | 47         | 10         |
| 1950-1951         | Fiorentina        | A                 | 2          | 0          |
| 1951-1952         | Fiorentina        | A                 | 3          | 0          |
| Totale Fiorentina | Totale Fiorentina | Totale Fiorentina | 5          | 0          |
| 1952-1953         | Prato             | IV                | 23         | 11         |
| 1953-1954         | Prato             | IV                | 31         | 13         |
| 1954-1955         | Prato             | C                 | 31         | 10         |
| 1955-1956         | Prato             | C                 | 32         | 14         |
| Totale Prato      | Totale Prato      | Totale Prato      | 117        | 48         |
| 1956-1957         | Modena            | B                 | 22         | 4          |
| 1957-1958         | Modena            | B                 | 14         | 4          |
| 1958-1959         | Modena            | B                 | 28         | 6          |
| 1959-1960         | Modena            | B                 | 30         | 3          |
| 1960-1961         | Modena            | C                 | 34         | 13         |
| Totale Modena     | Totale Modena     | Totale Modena     | 124        | 30         |
| Totale carriera   | Totale carriera   | Totale carriera   | 293        | 88         |

## Palmarès

### Club

#### Competizioni nazionali
- Serie C: 1

Modena: 1960-1961
- IV Serie: 1

Prato: 1953-1954